# Протипожежний захист шахт
Протипоже́жний за́хист шахт (рос. противопожарная защита шахт, англ. fire protection of mines, нім. Feuerschutz m der Schachtanlagen) — комплекс заходів та технічних засобів боротьби з пожежами рудниковими.

## Загальна характеристика
До заходів П.з.ш. належать: розробка планів ліквідації аварій, в яких заздалегідь передбачаються безпечні маршрути виходу гірників на свіжий струмінь повітря і оперативні способи та методи боротьби з виниклою пожежею в будь-якій гірничій виробці; забезпечення всіх працюючих в шахті саморятувальниками; регулярне навчання усіх робітників прийомам ліквідації підземних пожеж на ранній стадії їхнього розвитку; обслуговування шахти підрозділом гірничорятувальної частини, оснащеним необхідною апаратурою та устаткуванням для ліквідації пожеж і врятування людей. Комплекс заходів, направлених на попередження пожеж та обмеження їх розмірів, називають пожежною профілактикою. Вони включають: заходи, які усувають при-чини пожеж (технічні, технологічні та організаційні), обмежують їх поширення (будівельно-технічні), забезпечують успішну евакуацію людей з пожежних дільниць та виробок (обладнання необхідної кількості виходів, їх раціональне розташування і обладнання; будівництво камер-сховищ тощо), заходи, що забезпечують швидке та своєчасне розгортання тактичних дій гірничорятувальних і допоміжних команд при гасінні пожежі. Особливу групу складають т.зв. репресивні протипожежні заходи, призначені для ліквідації пожежі. До них відносять забезпечення шахти, рудника вогнегасними засобами, апаратами та обладнанням, організація пожежних команд тощо.

## Протипожежна зона
Протипожежна зона (рос. противопожарная зона, англ. fire-fighting zone, fire control zone; нім. Feuerschutzzone f) — спеціальна ділянка гірничої виробки, закріплена конструкціями, виконаними з негорючих матеріалів (монолітного бетону або залізобетону і т.ін.). Створюється для зниження пожежної небезпеки найважливіших гірничих виробок, а також лока-лізації пожеж, що виникли, і недопущення їх подальшого поширення в шахті. У гирлах всіх вертикальних і похилих стовбу-рів, штолень, а також в гирлах шурфів, що подають в шахту свіже повітря, П.з. займають постійні ділянки довжиною 10 м, починаючи від поверхні; в сполученні схилів, бремсберґів і хідників при них, а також в сполученні калориферних і вентиляційних каналів всіх головних і допоміжних вентиляційних установок — не менше 10 м, в кожен бік. П.з. по 5 м (в обидва боки) примикають до камер центр. підземних електропідстанцій, підстанцій і розподільчих пунктів високої напруги.

## Протипожежний підземний поїзд
Протипожежний підземний поїзд (рос. противопожарный подземный поезд, англ. fire protection un-derground train, firefighting uderground train; нім. Untertage-Feuerwehrzug  m) — пересувний склад протипожежного устаткування і матеріалів, що використовується в шахтах, котрі видобувають корисні копалини, що самозаймаються. Застосовується при великій протяжності виїмкових полів. Складається з 10…15 вагонеток, призначених для розміщення вогнегасників, пожеж-них насосів, запасу води, піску, будівельних матеріалів та для перевезення до місця пожежі гірничорятувальних частин. Депо П.п.п. споруджується на основному горизонті шахти і зв'язується з магістральними гірничими виробками.

## Протипожежний підземний склад
Протипожежний підземний склад (рос. противопожарный подземный склад, англ. fire protection underground storage; нім. Untertage-Feuerwehrlager n) — склад протипожежних матеріалів та устаткування, обладнаний у тупи-ковій виробці діючого горизонту шахти (рудника). У П.п.с. знаходяться запаси піску, глини, інертного пилу, цементу, цегли, круглого лісового матеріалу, дощок, комплектів інструментів та вогнегасників.